# Monastère des Bénédictines de Marsat
Le monastère des Bénédictines est un ancien monastère situé à Marsat. Le cloître et la grande porte sont inscrits aux monuments historiques en 1925 et 1931.

## Localisation
Le monastère est situé dans le centre du bourg de Marsat, commune située juste au sud-ouest de Riom, dans le département du Puy-de-Dôme, en région Auvergne-Rhône-Alpes.

## Description
Le cloître du monastère fait partie des vestiges de l'ancien prieuré des religieuses bénédictines de Marsat qui relevait de l'abbaye de Mozac. Il se compose de deux faces latérales. Il formait autrefois un quadrilatère complet, mais les faces sud et ouest ont disparu. Il est voûté d'arêtes. Chaque compartiment est éclairé par une baie dont les arcs sont en plein cintre. Ceux-ci reposent sur des doubles colonnettes formées de fûts cylindriques couronnés par des chapiteaux à crochets. Les bases des colonnettes sont ornées de griffes. Le cloître peut être daté de la première moitié du XIIIe siècle.

## Historique
Le monastère est inscrit partiellement (éléments protégés : les restes du cloître de l'ancien prieuré : inscription par arrêté du 23 mai 1925 ; la grande porte : inscription par arrêté du 4 avril 1931) au titre des monuments historiques .